# Declaración Balfour de 1926
La Declaración Balfour de 1926, llamada así por el Lord Presidente del Consejo británico Arthur Balfour, Conde de Balfour, era el nombre dado a un informe resultante de la Conferencia Imperial de 1926 de líderes de Imperio británicos en Londres, aprobada el 15 de noviembre de 1926. Declara que el Reino Unido y los Dominios:

son Comunidades autónomas dentro del Imperio Británico, iguales en estatus, de ninguna manera subordinadas unas a otra en ningún aspecto de sus asuntos internos o externos, aunque unidas por una lealtad común a la Corona, y libremente asociadas como miembros de la Mancomunidad Británica de Naciones.

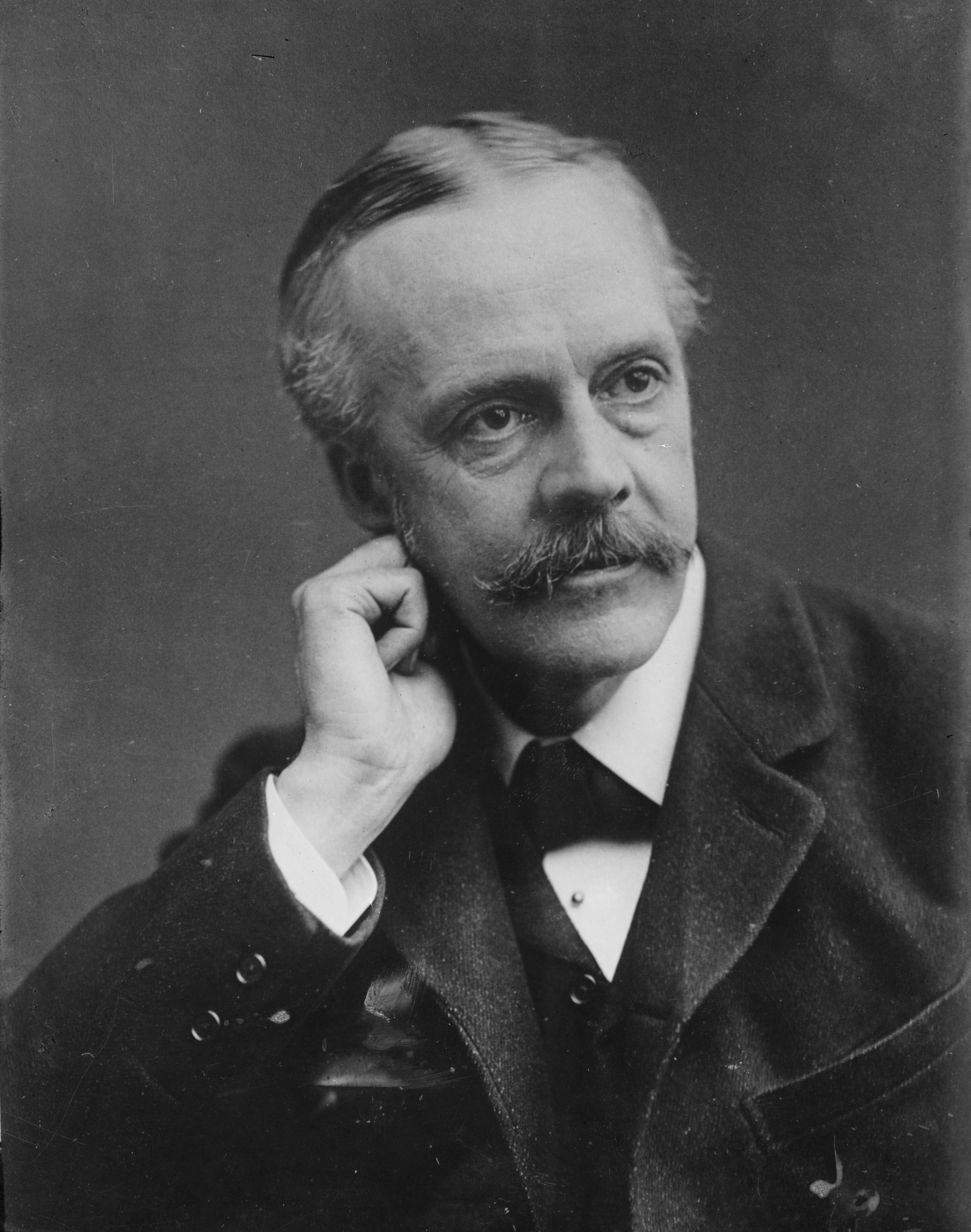
Arthur Balfour.

El informe no debe confundirse con la Declaración Balfour de 1917, por la cual Balfour, entonces Ministro de Asuntos Exteriores Británico, comunicó el apoyo del gobierno británico a un hogar nacional judío en Palestina.
El comité de relaciones interimperial, presidido por Balfour, preparó el documento preliminar a su aprobación por los primeros ministros imperiales el 15 de noviembre de 1926. Fue propuesto primeramente por el primer ministro Sudafricano James Barry Munnick Hertzog y por el primer ministro de Canadá de entonces, William Lyon Mackenzie King.
El documento aceptó la independencia política y diplomática creciente dentro de los dominios, Canadá en particular, desde la Primera Guerra Mundial. También recomendó que los gobernadores generales, los representantes del Rey, que actúan por la corona como jefes de Estado en cada dominio, automáticamente ya no deberían prestar servicios también como representantes del gobierno británico en las relaciones diplomáticas entre los países. En años siguientes,  fueron gradualmente designados Altos Comisionados, cuyos deberes pronto fueron reconocidos como prácticamente idénticos a los de un embajador. El primer Alto Comisionado Británico de este tipo fue designado a Ottawa en 1928.
Las conclusiones de la conferencia fueron nuevamente planteadas por la Conferencia de 1930 e incorporadas en el Estatuto de Westminster de 1931, del mes de diciembre de dicho año, por el cual el parlamento británico renunció a cualquier autoridad legislativa sobre asuntos del dominio, excepto en los supuestos específicamente previstos en ley del dominio.